# Stadio Francisco Artés Carrasco
Lo stadio Francisco Artés Carrasco (in spagnolo estadio Francisco Artés Carrasco) è uno stadio di calcio situato a Lorca, in Spagna. Fu inaugurato il 5 marzo 2003 con la partita tra Lorca Deportiva CF e Barcellona.